# Tropidurus bogerti
Tropidurus bogerti är en ödleart som beskrevs av  Roze 1958. Tropidurus bogerti ingår i släktet Tropidurus och familjen Tropiduridae. Inga underarter finns listade i Catalogue of Life.